# 1987 w Wojsku Polskim
Kalendarium Wojska Polskiego 1987 – wydarzenia w Wojsku Polskim w 1987 roku.
| - Zwierzchnik Sił Zbrojnych – gen. armii Wojciech Jaruzelski | - Minister Obrony Narodowej – gen. armii Florian Siwicki - Szef Sztabu Generalnego – gen. broni Józef Użycki |

## 1987
- analizowano podstawowe plany Sztabu Generalnego WP i możliwości wprowadzenia do nich korekt wynikających z prawdopodobnych wariantów redukcji SZ PRL[1]
- prowadzono konsultacje z Naczelnym Dowództwem Zjednoczonych Sił Zbrojnych Układu Warszawskiego oraz z innymi armiami Układu Warszawskiego[1]

## Styczeń
6 stycznia
- rozstrzygnięty został konkurs na piosenkę żołnierską „Kołobrzeg 87”. Jury konkursu przyznało I nagrodę piosence „Zostały tylko ślady podków”[b]. Dwie równorzędne II nagrody przyznano piosenkom: „Szli Jędrusie”[c] i „Jesienny patrol”[d][2].

7 stycznia
- Prezydium Centralnej Komisji Kontrolno-Rewizyjnej PZPR powołało doradców przewodniczącego oraz aktyw społeczny komisji. Z szeregów WP powołani zostali: gen. bryg. prof. dr hab. Mieczysław Michalik – zastępca szefa Głównego Zarządu Politycznego; płk J. Olszowski – zastępca szefa Departamentu Kadr MON; płk Stefan Rutkowski – przedstawiciel Głównego Zarządu Politycznego[2].

10 stycznia
- na balu mistrzów sportu w warszawskim Hotelu Europejskim ogłoszono wyniki 51 plebiscytu „Przeglądu Sportowego” na najlepszych sportowców Polski w 1986 roku. Zwycięzcą został reprezentant CWKS Legia Warszawa – mistrz świata w zapasach Andrzej Malina[2].
- w Pomorskim Okręgu Wojskowym podsumowano efekty realizacji czynów i zobowiązań podjętych przez członków ZSMP w żołnierskich mundurach dla uczczenia X Zjazdu PZPR. Na rzecz społeczeństwa i gospodarki narodowej wykonano społecznie prace o łącznej wartości 20 599 850 zł, wartość robót na rzecz wojska przekroczyła 38,5 mln zł[2].

14 stycznia
- w czasie pobytu we Włoszech I sekretarz KC PZPR, przewodniczący Rady Państwa i zwierzchnik Sił Zbrojnych PRL – gen. armii Wojciech Jaruzelski złożył wieniec na cmentarzu żołnierzy polskich pod Monte Cassino[2]
- ćwiczących na poligonie Pomorskiego Okręgu Wojskowego żołnierzy odwiedzili: wiceminister obrony narodowej, główny kwatermistrz WP – gen. broni Włodzimierz Oliwa oraz I zastępca szefa Głównego Zarządu Politycznego – kontradm. Ludwik Dutkowski[2].

15 stycznia
- w Muzeum Wojska Polskiego w Warszawie otwarto retrospektywną wystawę malarstwa Bronisławy Wilimowskiej. W otwarciu wystawy uczestniczyli: członek Biura Politycznego, sekretarz KC PZPR – gen. broni dr Józef Baryła, I zastępca szefa Głównego Zarządu Politycznego – kontradm. Ludwik Dutkowski oraz wiceminister kultury i sztuki– Krystyna Marszałek-Młyńczyk[2].
- w Warszawskim Okręgu Wojskowym odbyło się spotkanie z zasłużonymi działaczami partyjnymi i uczestnikami walk o utrwalenie władzy ludowej. W spotkaniu uczestniczył dowódca Warszawskiego Okręgu Wojskowego gen. broni Jerzy Skalski. Na wniosek Komitetu PZPR okręgu przyznane zostały dyplomy i tytuły „Zasłużony wojskowy działacz partyjny”.
- w Centralnej Bibliotece Wojskowej otwarto wystawę pod tytułem „45 lat Polskiej Partii Robotniczej”. Eksponowano materiały bibliograficzne i źródłowe, prasę konspiracyjną, dokumenty dotyczące PPR oraz KRN i PKWN. W otwarciu wystawy uczestniczył zastępca szefa GZP WP gen. bryg. Albin Żyto[2].

16 stycznia
- z okazji 42 rocznicy ofensywy styczniowej i wyzwolenia Warszawy w Akademii Sztabu Generalnego odbywały się okolicznościowe spotkania z weteranami walki o wyzwolenie narodowe i społeczne, m.in. ze współorganizatorem ZPP, zastępcą dowódcy 1 Dywizji Piechoty im. Tadeusza Kościuszki płk w st. spocz. Włodzimierzem Sokorskim.

18 stycznia
- Na nowym osiedlu „Widok” w Krakowie odsłonięto pomnik marszałka Związku Radzieckiego Iwana Koniewa – dowódcy 1 Frontu Ukraińskiego. W uroczystości uczestniczyli: żona marszałka Antonina, córki – Maja i Natalia, wicepremier Zbigniew Gertych, kierownik Wydziału Ideologicznego KC PZPR Władysław Loranc, minister kultury i sztyki prof. Aleksander Krawczuk, wiceminister obrony narodowej gen. broni Tadeusz Tuczapski oraz przedstawiciele Północnej Grupy Wojsk Armii Radzieckiej z gen. letn. I. Titowem[2].

21 stycznia
- szkolących się żołnierzy na strzelnicach, placach ćwiczeń i w rejonach zakwaterowania Śląskiego Okręgu Wojskowego wizytował zastępca ministra ds. ogólnych – gen broni dr Antoni Jasiński[2].
- główny inspektor obrony terytorialnej – gen. broni Tadeusz Tuczapski wizytował zimowe zgrupowanie pancerniaków i artylerzystów Pomorskiego Okręgu Wojskowego. W drodze na poligon złożył wizytę w WSO Wojsk Rakietowych i Artylerii im. gen. Józefa Bema. Przebywał także wśród żołnierzy rezerwy powołanych na styczniowe ćwiczenia doskonalące[2].

24 stycznia
- dowódca Śląskiego Okręgu Wojskowego – gen. dyw. Jan Kuriata, spotkał się z dziennikarzami ośrodków TV z Wrocławia, Katowic i Poznania, Polskiego Radia z Wrocławia, Opola, Zielonej Góry oraz przedstawicielami prasy regionalnej – z Dolnego i Górnego Śląska oraz ziemi lubuskiej. Gen. Kuriata wyróżnił popularyzatorów problematyki wojskowo-obronnej. Wśród wyróżnionych byli m.in. redaktorzy: A Dankowiakowska-Korman, T. Zieliński, K. Mościcki, A. Szymura, T. Horoszkiewicz J. Bartoszewski i fotoreporter J. Wróbel[2].

28 stycznia
- W Warszawie wręczono grupie generałów i oficerów medale i honorowe odznaki przyznane przez ZG TPPR. Złote medale „Za zasługi w umacnianiu przyjaźni Polska – ZSRR” otrzymali m.in. gen. broni Tadeusz Tuczapski, gen. broni Józef Użycki, gen. dyw. Antoni Jasiński, gen. broni Włodzimierz Oliwa, gen. dyw. Mieczysław Dachowski, kontradmirał Ludwik Dutkowski, gen. bryg. Bernard Woźniecki oraz płk Edmund Buła[2].
- W Domu Przyjaźni Polsko-Radzieckiej w Warszawie odbyło się spotkanie kierownictw TPPR i MON poświęcone współpracy w umacnianiu polsko-radzieckiego braterstwa broni.

29 stycznia
- w Poznaniu odbyła się konferencja bezpieczeństwa lotów lotnictwa Sił Zbrojnych PRL. Uczestniczyli: dowódca WL – gen. dyw. pil. Tytus Krawczyc, szef sztabu WOPK – gen. bryg. Ryszard Michalik, zastępca głównego kwatermistrza WP – gen. bryg. dr Andrzej Kaliwoszka i prezes Aeroklubu PRL – gen. bryg. pil. Władysław Hermaszewski. Dowództwo Zjednoczonych Sił Zbrojnych Państw-Stron Układu Warszawskiego reprezentował gen. płk lotn. M. Odincow[2].

## Luty
5 lutego
- w WAP im. Feliksa Dzierżyńskiego odbyło się posiedzenie Rady Wyższego Szkolnictwa Wojskowego. Przewodniczył minister obrony narodowej – gen. armii Florian Siwicki. Rozpatrzono realizację zadań wynikających z obrad II Kongresu Nauki Polskiej oraz perspektywy rozwojowe wojskowych środowisk naukowych. Generałowie Mieczysław Michalik, Edward Włodaczyk, Władysław Tkaczewski, Lesław Dudek, Władysław Polański i Władysław Mróz przedstawili wybrane problemy swoich środowisk[2].

9 lutego
- dowódca Śląskiego Okręgu Wojskowego – gen. dyw. Jan Kuriata wziął udział w naradzie pracowników zarządów politycznych Śląskiego Okręgu Wojskowego i PGW AR. Omówiono plany współpracy i współdziałania na rzecz umacniania przyjaźni i braterstwa broni[2].

12 lutego
- minister obrony narodowej – gen. armii Florian Siwicki spotkał się z dowódcami jednostek wojskowych stacjonujących w północno-zachodnim regionie Polski. Ministrowi towarzyszyli: szef Głównego Zarządu Politycznego – gen. dyw. dr Tadeusz Szaciło, szef Departamentu Kadr MON – gen. bryg. Stanisław Żak, zastępca szefa GZSzB WP – gen. bryg. Edmund Bołciuch. Minister obrony narodowej spotkał się z żołnierzami 12 Dywizji Zmechanizowanej im. Armii Ludowej przebywających na zimowym poligonie[2].

20 lutego-27 lutego
- na terenie NRD, w Magdeburgu, Wismarze i Berlinie, koncertował Centralny Zespół Artystyczny WP, który zaprezentował widowisko „Za wolność naszą i Waszą”[2].

25 lutego
- I sekretarz KC PZPR gen. armii Wojciech Jaruzelski zwiedził w Muzeum WP wystawę malarstwa znanej i cenionej plastyczki Bronisławy Wilimowskiej. Generałowi towarzyszyli m.in. szef Urzędu Rady Ministrów gen. dyw. Michał Janiszewski oraz szef Głównego Zarządu Politycznego WP gen. dyw. dr Tadeusz Szaciło[2].
- I sekretarz KC PZPR, Zwierzchnik Sił Zbrojnych PRL gen. armii Wojciech Jaruzelski przyjął nowo mianowanego ministra pełnomocnego, szefa Misji Wojskowej PRL w Berlinie gen. dyw. Zygmunta Zielińskiego[2].

## Marzec
1 marca
- Pod przewodnictwem szefa Głównej Kontroli Wojskowej – gen. dyw. Mariana Knasta, obradowało Prezydium Rady MON ds. Socjalno-Bytowych. Omówiono funkcjonowaniu punktów zbiorowego żywienia oraz jakości usług świadczonych przez nie na rzecz społeczności wojskowej, stan jakościowy przedmiotów mundurowych, a także sprawy zaopatrzenia środowiska wojskowego w artykuły przemysłowe[2].

4 marca
- odbyło się spotkanie rzecznika prasowego Ministerstwa Obrony Narodowej, gen. bryg. prof. dr. Lesława Wojtasika, z dziennikarzami krajowymi i zagranicznymi. Przedstawiciel Sztabu Generalnego – gen. dyw. dr Jan Śliwiński zapoznał dziennikarzy z głównymi założeniami ćwiczenia „Opal 87 w kontekście Aktu Końcowego KBWE[1].

5 marca
- W siedzibie Ogólnopolskiego Komitetu Pokoju w Warszawie odbyło się inauguracyjne spotkanie ruchu „Generałowie na rzecz pokoju i rozbrojenia”. W spotkaniu uczestniczyli generałowie dywizji: Jan Czapla i Czesław Czubryt-Borkowski oraz generałowie brygady: Dymitr Aleksandrow, Władysław Barcikowski, Tadeusz Białek, Rudolf Dzipanow, Jerzy Ejmont, Wiesław Łasiński, Mikołaj Matwijewicz, Brunon Marchewka, Marian Naszkowski, Marian Ryba, Franciszek Skibiński i Edward Szpitel. Na przewodniczącego ruchu polskich generałów wybrano gen. bryg. dr Mariana Rybę.

9 marca-16 marca
- na terenie Pomorskiego Okręgu Wojskowego trwało jednostronne wieloszczeblowe dywizyjne ćwiczenie taktyczne pod kryptonimem „Opal-87”. Ćwiczyły wydzielone jednostek 12 DZ im. Armii Ludowej, jednostki wspierające oraz lotnictwa myśliwsko-bombowe i rozpoznawcze. Ćwiczenie śledzili obserwatorzy 22 państw-sygnatariuszy KBWE[1]

15 marca
- wycofano ze służby trałowiec bazowy ORP „Żubr”[3]

24 marca
- W ASG odbyła się zorganizowana przez ASG i Wojskowy Instytut Historyczny konferencja naukowa poświęcona życiu i działalności gen. broni Karola Świerczewskiego. W konferencji udział wzięli: zastępca szefa Głównego Zarządu Politycznego WP gen. bryg. Lesław Wojtasik, komendant Wojskowej Akademii Politycznej im. Feliksa Dzierżyńskiego gen. dyw. Władysław Polański oraz gen. bryg. pil. prof. Zdzisław Żarski ze Sztabu Generalnego WP. Komendant ASG gen. dyw. dr hab. Władysław Mróz wygłosił referat pod tytułem: „Żołnierz, patriota i internacjonalista”.

26 marca
- W Muzeum WP otwarto wystawę związaną z 90 rocznicą urodzin gen. broni Karola Świerczewskiego i 40 rocznicą jego śmierci.
- W Fabryce Wyrobów Precyzyjnych noszącej imię gen. broni Karola Świerczewskiego odbył się uroczysty koncert. W koncercie uczestniczyły córki generała – Maria, Antonina i Zofia. Obecny był komendant Akademii Sztabu Generalnego im. gen. K. Świerczewskiego gen. dyw. doc. dr hab. Władysław Mróz oraz prezes ZG Związku Inwalidów Wojennych gen. dyw. Franciszek Księżarczyk.

27 marca
- W uznaniu zasług wojska dla Podkarpacia minister obrony narodowej gen. armii Florian Siwicki został odznaczony odznaką „Za zasługi dla województwa krośnieńskiego” oraz odznaką „Za zasługi dla Sanoka”[2].

30 marca
- w Klubie DWP odbyło się spotkanie ministra obrony narodowej – gen. armii Floriana Siwickiego, z żołnierzami służby czynnej i rezerwy, którzy w 1986 roku wyróżnili się męstwem i odwagą[2].

Medalami „Za ofiarność i odwagę” zostali uhonorowani: sierż. A. Michalski, plut. kadet A. Bobrowski, plut. kadet J. Bronowicki, kpr. H. Kurzawa kpr. P. Derkowski, kpr. D. Domański, st. szer. G. Monkiewicz, st. szer. J. Szymanik, kpr. rez. P. Lada, kpr. rez. E. Świder, st. szer. P. Bieniek, st. szer. P. Janowski st. szer T. Madejczyk, st. szer. K. Olszowy, st. szer. K. Szczęsny, szer. M. Świerczewski, szer. H. Dembecki, kpr. R. Słysz.’
minister spraw wewnętrznych wyróżnił odznaczeniami „Za zasługi w ochronie porządku publicznego”: kpr. K. Konwerskiego, szer. A. Wilkońskiego, st. szer W. Andrzejaka i mar. J. Wosia
31 marca
- minister obrony narodowej – gen. armii Florian Siwicki spotkał się z dowódcami, ich zastępcami i pierwszymi sekretarzami organizacji partyjnych z jednostek i instytucji wojskowych regionu południowo-wschodniego. W spotkaniu uczestniczył I zastępca szefa Głównego Zarządu Politycznego – kontradm. Ludwik Dutkowski. Obecny był szef sztabu Warszawskiego Okręgu Wojskowego – gen. bryg. Bolesław Matusz[2].

## Kwiecień
6 kwietnia
- w Wojskowym Szpitalu Klinicznym we Wrocławiu otwarto ośrodek informatyki medycznej i pracownię biocybernetyki[4].

9 kwietnia
- zgodnie z osiągniętym porozumieniem między państwami-stronami Układu Warszawskiego, Ministerstwo Spraw Zagranicznych Socjalistycznej Republiki Rumunii przekazało przedstawicielom dyplomatycznym państw NATO propozycję w sprawie wprowadzenia na zasadzie wzajemności przez państwa członkowskie oba sojuszów moratorium ma wydatki wojskowe na okres dwóch lat[4].

11 kwietnia
- Rada Ministrów przyjęła projekt ustawy o wyższym szkolnictwie wojskowym. Projektowane zmiany zmierzają do dalszego doskonalenia kształcenia kadr oficerskich oraz podnoszenia poziomu badań naukowych[4].

16 kwietnia
- rozstrzygnięty został konkurs na scenariusz filmu fabularnego pt. „Ludowe siły zbrojne w okresie wojny i pokoju”. Przyznano dwie równorzędne nagrody: E. Petelskiej za scenariusz filmu pt. „My na morze” i Z. Safjanowi za utwór pt. „Życie żołnierza”. Dwa równorzędne wyróżnienia otrzymali W. Biliński i J. Grzymkowski[4].

16 kwietnia-18 kwietnia
- w Mińsku posiedzenie Rady Wojskowej ZSZ. Przewodniczył dowódca Zjednoczonych Sił Zbrojnych Układu Warszawskiego, marszałek Związku Radzieckiego Wiktor Kulikow[4].

22 kwietnia-24 kwietnia
- Odbył się Centralny Przegląd Form Teatralnych Wojska Polskiego. W kategorii teatrów poezji dwie równorzędne nagrody szefa GZP przyznano Teatrowi Poezji „Pięciu” z WSO Wojsk Pancernych za program „Ale czy kochamy tych, którzy nas kochają” oraz Teatrowi Poezji „Źródło” za program „Radiowody”[4].

23 kwietnia
- w Toruniu odbyła się narada kierowniczej kadry SZ PRL na temat przeglądu struktur i atestacji wojska. Przewodniczył zastępca ministra obrony narodowej ds. ogólnych – gen. broni dr. Antoni Jasiński[1][4].
- rozpoczęło się posiedzenia ekspertów Układu Warszawskiego w sprawie redukcji zbrojeń w Europie[1]

27 kwietnia
- Rada Państwa przyznała tytuły naukowe profesora zwyczajnego i nadzwyczajnego 65 uczonym. Tytuł profesora zwyczajnego w dziedzinie nauk medycznych uzyskali m.in. płk A. Szymański i płk J. Zajgner z WAM. Tytuły profesora nadzwyczajnego w dziedzinie nauk wojskowych otrzymali: gen. dyw. Władysław Mróz, płk H. Piekarski i płk W. Wójtowicz z ASG[4].

30 kwietnia
- w WAP odbyło się plenarne posiedzenie Rady Wyższego Szkolnictwa Wojskowego. Przewodniczył minister obrony narodowej gen. armii Florian Siwicki. Omawiano kierunki modyfikacji programów kształcenia w wyższych szkołach oficerskich. Główne kierunki zmian przedstawił szef GZSB – gen. broni Wojciech Barański[4].

## Maj
6 maja
- na zaproszenie Commonnwealth War Graves Commission przebywał w Wielkiej Brytanii przewodniczący ROPWiM – gen. dyw. pil. Roman Paszkowski. Złożył on kwiaty na grobie gen. Władysława Sikorskiego na cmentarzu wojskowym w Newark. Na spotkaniu z władzami miasta i Polonią R. Paszkowski wręczył kombatantom, uczestnikom wojny 1939 roku zamieszkałym w Nottingham medale „Za udział w wojnie obronnej 1939 roku”[4].

8 maja-10 maja
- W Sali Kongresowej Pałacu Kultury i Nauki, pod hasłem „Porozumienie – odrodzenie – rozwój”, obradował II Kongres PRON. I sekretarz KC PZPR, przewodniczący Rady Państwa, zwierzchnik Sił Zbrojnych PRL gen. armii Wojciech Jaruzelski zgłosił z trybuny Kongresu plan zmniejszenia zbrojeń i zwiększenia zaufania w Europie Środkowej[1][4].

10 maja
- w okolicy Strużki odsłonięto obelisk upamiętniający lądowanie grupy wywiadowczo-rozpoznawczej „Wisła”[5]

13 maja
- minister obrony narodowej – gen. armii Florian Siwicki członków kierownictwa MON, okręgów wojskowych oraz szefów i dowódców rodzajów wojsk i służb odwiedził żołnierzy szkolących się na poligonie Pomorskiego OW[4].

14 maja
- minister obrony narodowej, gen. armii Florian Siwicki, w towarzystwie głównego inspektora techniki WP, gen. broni Zbigniewa Nowaka oraz dowódcy okręgu, gen, dyw. Jaba Kuriaty, odwiedził szkolących się żołnierzy-remontowców Śląskiego OW[4].

18 maja-21 maja
- w Polsce przebywała z oficjalną wizytą delegacja Czechosłowackiej Armii Ludowej z członkiem KC KPCz, ministrem obrony CSRS – gen. armii Milánem Václavíkiem(inne języki) na czele. Delegacja odwiedziła m.in. 5 Kołobrzeski Pułk Zmechanizowany. im. kpt. Otokara Jarosza w Szczecinie[4].

## Czerwiec
1 czerwca
- z lotniska Okęcie odleciała XXVIII zmiana Polskiego Kontyngentu Wojskowego Sił Zbrojnych ONZ w Syrii.Żołnierzy żegnał dowódca Warszawskiego OW – gen. broni Jerzy Skalski[4].

2 czerwca
- do kraju powrócili żołnierze XXVII zmiany Polskiego Kontyngentu Wojskowego Sił Zbrojnych ONZ w Syrii. Na wrocławskim lotnisku powitał ich szef Sztabu Śląskiego OW, płk dypl. Tadeusz Wilecki[4].

12 czerwca
- odbyło się wręczenie nagród współpracownikom redakcji „Żołnierza Wolności”. Laureatami Złotych Piór zostali: płk prof. dr hab. Cz. Staciwa, płk J. Garbarz, płk A. Nowak, mjr dr T. Mitek, st. chor. sztab. S. Łapeta, mgr W. Krajewski, dr J. Jakubowska-Opalińska, doc. dr inż. J. Miller, dr T. Kaczmarek i P. Wieczorek. Za aktywną współpracę z redakcją, nagrodami rzeczowymi wyróżniono red. W. Mickiewicza z „Trybuny Ludu” i red. W. Rogowskiego z „Argumentów”[4].

15 czerwca-19 czerwca
- w Polsce przebywała delegacja Nadbałtyckiego OW Armii Radzieckiej. Przewodniczył jej dowódca Nadbałtyckiego OW – gen. płk Wiktor I. Griszin(inne języki). Delegację przyjął zastępca ministra ds. ogólnych – gen. broni dr Antoni Jasiński oraz prezydent Warszawy – Jerzy Bolesławski. Gościom towarzyszył dowódca Pomorskiego OW, gen. dyw. Zbigniew Blechman[4].

25 czerwca
- zastępca sekretarza generalnego ONZ ds. operacji pokojowych – Marrack Goulding(inne języki), odwiedził 2 Warszawską Brygadę Saperów im. gen. J. Bordziłowskiego. Podczas rozmów z szefem Głównego Zarządu Szkolenia Bojowego – gen. broni Wojciechem Barańskim, M. Goulding mówił o służbie polskich żołnierzy pod flagą ONZ i dziękował za ich ofiarny, żołnierski trud i mistrzowską realizację zadań[4].

30 czerwca
- z żołnierzami zawodowymi i ich małżonkami przebywającymi na wczasach nagrodowych w Wojskowym Domu Wypoczynkowym w Rynii, spotkali się przedstawiciele kierownictwa MON: szef GZSB – gen. broni dr Wojciech Barański, zastępca szefa Sztabu Generalnego – gen. bryg. Henryk Szumski, zastępca szefa GZP – gen. bryg. Albin Żyto i zastępca głównego kwatermistrza WP – gen. bryg. dr med. Andrzej Kaliwoszka[4].

## Lipiec
5 lipca
- strażnicy Grodzieńskiego Oddziału Wojsk Obrony Pogranicza ZSRR nadano imię Przyjaźni Radziecko-Polskiej. W uroczystości uczestniczyli: dowódca Zachodniego Okręgu Wojsk Obrony Pogranicza KGB ZSRR, generał porucznik Władimir I. Stus(inne języki), jego zastępca do spraw politycznych, generał major G. Titow, dowódca WOP, generał dywizji Feliks Stramik i jego zastępca do spraw politycznych, generał brygady Stanisław Brodziński[6].

11 lipca
- zakończył się XXI Festiwal Piosenki Żołnierskiej w Kołobrzegu. Na koncert galowy przybyli przedstawiciele najwyższych władz partyjnych, państwowych i wojskowych: członek Biura Politycznego, sekretarz KC PZPR – gen. broni dr Józef Baryła, sekretarz KC, przewodniczący ZG TPPR – Henryk Bednarski, wiceminister obrony narodowej – gen. broni dr Antoni Jasiński, szef Głównego Zarządu Politycznego – gen. dyw. dr Tadeusz Szaciło, kierownik Wydziału Kultury KC PZPR – T. Sawic. Jury pod przewodnictwem J. Chomickiego w kategorii piosenek marszowych „Złoty pierścień” przyznało Katarzynie Gaertner (muzyka), R. Uliekiemu (słowa) i A. Wojdakowi za wykonanie piosenki „Rogatywka”. W kategorii piosenek estradowych „Złoty pierścień” otrzymała piosenka „Zostały tylko ślady podków” ze słowami W. Scisłowskiego, muzyką J. Kępskiego w wykonaniu grupy „Primo voto”[6].
- w Warszawie odbyła się promocja absolwentów Wojskowej Akademii Politycznej. Wręczenia dyplomów magistrów pedagogiki, historii, nauk politycznych i nauk ekonomicznych dokonali: członek Biura Politycznego, sekretarz KC PZPR – gen. broni dr Józef Baryła i szef Głównego Zarządu Politycznego – gen. dyw. dr Tadeusz Szaciło. Obecny był komendant WAP – gen. dyw. Władysław Polański,przedstawiciel Naczelnego Dowództwa Zjednoczonych Sił Zbrojnych Państw-Stron Układu Warszawskiego przy WP – gen. por. M. Kulików, przedstawiciele instytucji centralnych Ministerstwa Obrony Narodowej, dowództw okręgów wojskowych i rodzajów sił zbrojnych, uczelni cywilnych i akademii wojskowych, wyższych szkół oficerskich, pracownicy naukowi instytutów współpracujących z WAP[6].
- w Wojskowej Akademii Technicznej odbyła się promocja słuchaczy V roku studiów na pierwszy stopień oficerski. Promocji dokonał szef Głównego Zarządu Szkolenia Bojowego – gen. broni Wojciech Barański. Obecny był komendant Wojskowej Akademii Technicznej – gen. bryg. prof. dr hab. inż. Edward Włodarczyk[6].

15 lipca
- w Akademii sztabu Generalnego odbyła się 37 promocja absolwentów. Aktu wręczenia dyplomów ukończenia studiów dokonał szef Sztabu Generalnego – gen. broni Józef Użycki. Przybyli na nią: szef Głównego Zarządu Szkolenia Bojowego – gen. broni Wojciech Barański, I zastępca szefa Głównego Zarządu Politycznego – kontradm. Ludwik Dutkowski, zastępca głównego kwatermistrza WP – gen. dyw. Stanisław Fryń, przedstawiciel naczelnego dowódcy Zjednoczonych Sił Zbrojnych przy WP – gen. por. I. Wołchoński oraz przedstawiciele placówek dyplomatycznych Czechosłowacji, Węgier i Związku Radzieckiego. Obecny był komendant Akademii Sztabu Generalnego – gen. dyw. prof. dr hab. Władysław Mróz[6].
- 12 Dywizja Zmechanizowana im. Armii Ludowej wespół z ZG ZBoWiD objęła patronat nad statkiem Polskiej Żeglugi Morskiej „Armia Ludowa”[6]

20 lipca
17 lipca
- z okazji 190 rocznicy powstania polskiego hymnu narodowego w Muzeum WP otwarto wystawę „Jeszcze Polska nie zginęła”. Na uroczystość przybyli: przewodniczący Rady Ochrony Pomników Walki i Męczeństwa gen. dyw. pil. Roman Paszkowski oraz zastępca szefa GZP WP gen. bryg. Albin Żyto[6].
- odbyło się posiedzenie Komitetu Obrony Kraju[1]

27–31 lipca
- Zgodnie z planem szkolenia bojowego Zjednoczonych Sił Zbrojnych Państw-Stron Układu Warszawskiego odbyły się w północno-zachodnim obszarze Polski ćwiczenia wojskowe pod kryptonimem „Przyjaźń 87”. Uczestniczyły w nich wydzielone dowództwa, sztaby i jednostki Narodowej Armii Ludowej NRD, Armii Radzieckiej i Wojska Polskiego, liczące w sumie ok. 13 tys. żołnierzy. Ćwiczeniem kierował szef Głównego Zarządu Szkolenia Bojowego – gen. broni Wojciech Barański. 29 i 30 lipca na poligonie był obecny członek Biura Politycznego KC PZPR, minister obrony narodowej – gen. armii Florian Siwicki, naczelny dowódca Zjednoczonych Sił Zbrojnych – marszałek Związku Radzieckiego Wiktor Kulikow i zastępca ministra obrony NRD, dowódca wojsk lądowych – gen. płk Horst Stechbarth(inne języki). Ćwiczenia obserwowali też generałowie, oficerowie i dyplomaci z 21 państw-sygnatariuszy Aktu Końcowego KBWE[1]

29 lipca
- ORP „Iskra” wyszedł w 25-dniowy rejs; powrót 22 sierpnia 1987

## Sierpień
5 sierpnia
- I sekretarz KC PZPR Wojciech Jaruzelski odwiedził żołnierzy nadwiślańskich jednostek MSW i brygad WOP, pracujących na terenie wojskowego gospodarstwa rolnego MSW. Obecny był minister spraw wewnętrznych – gen. broni Czesław Kiszczak oraz zastępca członka Biura Politycznego, sekretarz KC PZPR Z. Michałek[6].

11–13 sierpnia
- na zaproszenie dowódcy Śląskiego Okręgu Wojskowego – gen. dyw. J. Kuriaty przebywała w okręgu delegacja Zachodniego Okręgu Wojskowego CzAL z jego dowódcą – gen. płk. M. Vackiem na czele. Delegacja czechosłowacka przebywała m.in. w Elektronicznych Zakładach „Elwro”, wśród żołnierzy 10 Sudeckiej Dywizji Pancernej im. Bohaterów Armii Radzieckiej oraz w Wyższej Szkole Oficerskiej Wojsk Inżynieryjnych. Zwiedzono też Muzeum Wojsk Inżynieryjnych oraz Dom Tradycji 2 Dywizji Piechoty[6].

12 sierpnia
- w Wędrzynie odbyło się spotkanie ministra obrony narodowej – gen. armii Floriana Siwickiego z ministrem obrony NRD – gen. armii H. Kesslerem. Omówiono dotychczasowe doświadczenia ze współpracy między Wojskiem Polskim i Narodowej Armii Ludowej NRD oraz przedyskutowano nowe propozycje w zakresie ich rozwijania i umacniania. Ministrowie poinformowali się również o sytuacji wewnętrznej w obu krajach[6].

20 sierpnia
- miano „pilota roku” otrzymał kpt. M. Harbacewicz z 2 Pułku Lotnictwa Myśliwskiego „Kraków”.

22 sierpnia
- odbyły się promocje absolwentów szkół chorążych[6]:

absolwentów Szkoły Chorążych Politycznych i Wojskowego Liceum Muzycznego promował I zastępca szefa Głównego Zarządu Politycznego – kontradm. Ludwik Dutkowski
absolwentów Szkoły Chorążych Wojsk Chemicznych – gen. dyw. Czesław Krzyszowski
absolwentów Szkoły Chorążych Wojsk Łączności – gen. bryg. Henryk Andracki
absolwentów Szkoły Chorążych Służby Topograficznej – gen. bryg. Kazimierz Chudy
absolwentów Szkoły Chorążych Wojsk Pancernych – gen. bryg. Zdzisław Głuszczyk
absolwentów Szkoły Chorążych Wojsk Radiotechnicznych – gen. bryg. pil. Jerzy Gotowała
absolwentów Szkoły Chorążych Wojsk Zmechanizowanych – gen. bryg. Marian Sobolewski
absolwentów Szkoły Chorążych Wojsk Inżynieryjnych i Komunikacji Wojskowej – gen. bryg. Zdzisław Stelmaszuk
absolwentów Szkoły Chorążych Służb Technicznych Wojsk Lotniczych – gen. bryg. pil. Józef Tenerowicz
29–30 sierpnia
- odbyły się promocje absolwentów wyższych szkół oficerskich.

w Wyższej Szkole Oficerskiej Wojsk Łączności aktu promowania absolwentów dokonał minister obrony narodowej – gen. armii Florian Siwicki.
W innych uczelniach aktu promocji dokonali:
w Wyższej Szkole Oficerskiej Służb Kwatermistrzowskich – główny kwatermistrz WP gen. broni Włodzimierz Oliwa
w Wyższej Szkole Oficerskiej Radiotechnicznej – główny inspektor techniki WP gen. broni Zbigniew Nowak
w Wyższej Szkole Oficerskiej Samochodowej – główny inspektor obrony terytorialnej gen. broni Tadeusz Tuczapski. W uroczystości uczestniczył także członek Biura Politycznego KC PZPR, minister spraw wewnętrznych gen. broni Czesław Kiszczak
w Wyższej Szkole Oficerskiej Wojsk Pancernych – szef Sztabu Generalnego gen. broni Józef Użycki
w Wyższej Szkole Oficerskiej Wojsk Obrony Przeciwlotniczej – szef Głównego Zarządu Politycznego gen. dyw. dr Tadeusz Szaciło
w Centrum Szkolenia Oficerów Politycznych – I zastępca szefa Głównego Zarządu Politycznego kontradm. Ludwik Dutkowski
w Centrum Szkolenia WOP – dowódca WOP gen. dyw. Feliks Stramik. W uroczystości wziął udział członek Biura Politycznego Włodzimierz Mokrzyszczak
w Wyższej Szkole Oficerskiej Wojsk Zmechanizowanych – dowódca Śląskiego Okręgu Wojskowego gen. dyw. Jan Kuriata
w Wyższej Szkole Oficerskiej Wojsk Inżynieryjnych – I zastępca szefa Sztabu Generalnego gen. dyw. Mieczysław Dachowski
w Wyższej Szkole Oficerskiej Wojsk Chemicznych – szef Departamentu Kadr Ministerstwa Obrony Narodowej gen. bryg. Stanisław Żak
w Wyższej Szkole Oficerskiej Wojsk Rakietowych i Artylerii – dowódca Pomorskiego Okręgu Wojskowego gen. dyw. Zbigniew Blechman

## Wrzesień
1 września
- rozpoczęto rok szkolny w liceach wojskowych[6]:

Licealistów z Dęblina odwiedził zastępca dowódcy Wojsk Lotniczych ds. szkolenia – gen. bryg. pil. Michała Polecha
w zielonogórskim liceum lotniczym gościł dowódca Wojsk Lotniczych – gen. dyw. pil. Tytus Krawczyc
w Ogólnokształcącym Liceum Wojskowym we Wrocławiu przebywał szef Zarządu Politycznego Śląskiego Okręgu Wojskowego – gen. bryg. dr Zdzisław Rozbicki
w częstochowskim Ogólnokształcącym Liceum Wojskowym gościł zastępca dowódcy Śląskiego Okręgu Wojskowego – gen. bryg. Antoni Skibiński
2–4 września
- na zaproszenie zastępcy członka Politycznego Komitetu Wykonawczego KC Rumuńskiej Partii Komunistycznej, ministra obrony Socjalistycznej Republiki Rumunii – gen. płk. Vasile Milei przebywała w Rumunii delegacja Wojska Polskiego z ministrem obrony narodowej – gen. armii Florianem Siwickim. W skład delegacji wchodził: szef Głównego Zarządu Politycznego – gen. dyw. dr Tadeusz Szaciło, I zastępca szefa Sztabu Generalnego – gen. dyw. Mieczysław Dachowski; komendant Akademii Sztabu Generalnego – gen. dyw. dr Władysław Mróz; szef Gabinetu Ministra Obrony Narodowej – gen. bryg. Bernard Woźniecki, zastępca dowódcy Pomorskiego Okręgu Wojskowego – gen. bryg. Zbigniew Zalewski, zastępca dowódcy Marynarki Wojennej – kontradm. Kazimierz Bossy; szef Wojsk Inżynieryjnych – gen. bryg. Zdzisław Stelmaszuk, dowódca jednostki Wojsk Lotniczych – ppłk pil. Stanisław Targosz, a także attaché wojskowy, morski i lotniczy przy Ambasadzie PRL w Bukareszcie – płk Ludwik Kuropatwa. W czasie pobytu w Rumunii delegacja polska gościła m.in. na poligonie jednostki strzelców górskich i przebywała w Fabryce Konstrukcji Samolotów oraz w Oficerskiej Szkole Wojsk Pancernych i Samochodowych im. M. Viteazu. Sekretarz generalny RPK, prezydent SRR Nicolae Ceaușescu wręczył polskiemu ministrowi Order Tudora Vladimirescu I klasy, a gen. Tadeuszowi Szacile Order Tudora Vladimirescu II klasy[6].

11 września
- w 110 rocznicę urodzin Feliksa Dzierżyńskiego w Warszawie odbyły się uroczystości ku jego pamięci. Kulminacyjnym punktem było złożenie wieńców i wiązanek kwiatów u stóp pomnika Feliksa Dzierżyńskiego na placu jego imienia. W uroczystościach udział wzięli członkowie władz PZPR z członkiem Biura Politycznego KC PZPR, sekretarzem KC PZPR gen. broni dr Józefem Baryłą[6].

23 września

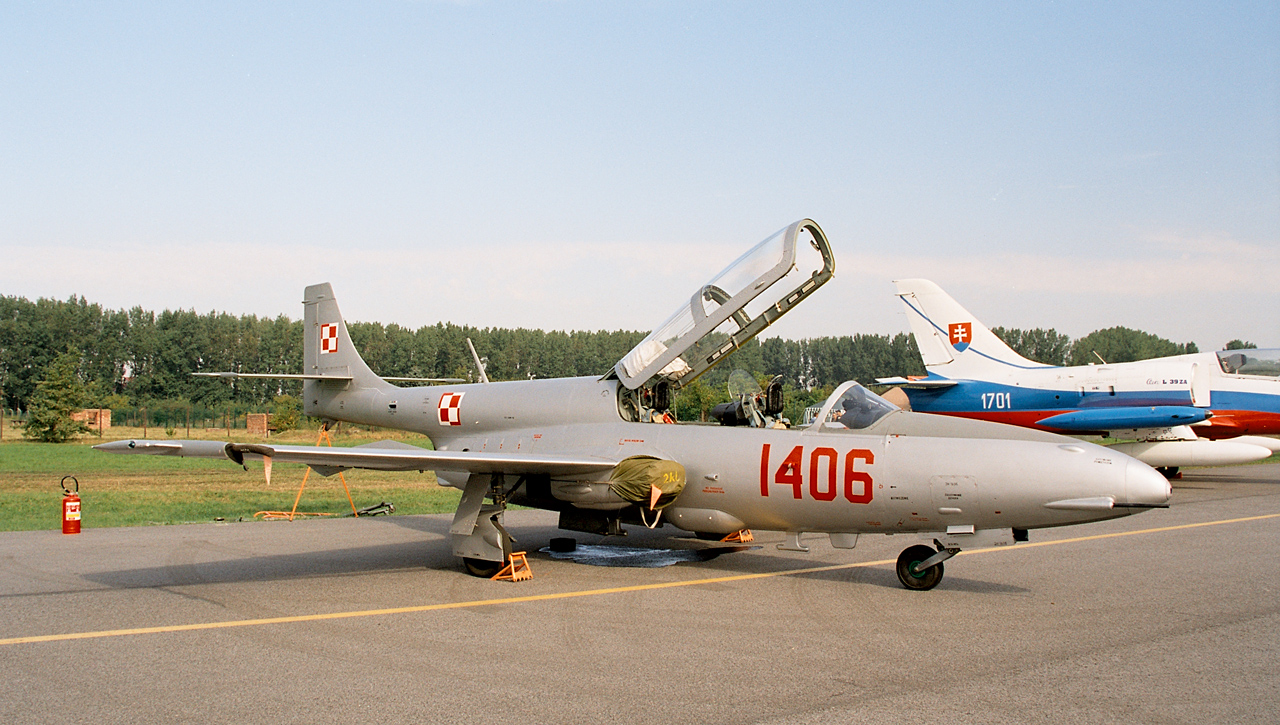
TS-11 Iskra

- w Wytwórni Sprzętu Komunikacyjnego PZL Mielec odbyła się uroczystość przekazania Wojskom Lotniczym ostatniego egzemplarza z podjętej przed 25 laty seryjnej produkcji samolotu szkolno-treningowego TS-11 Iskra. Na uroczystość zakończenia produkcji przybyli m.in.: zastępca dowódcy Wojsk Lotniczych – gen. bryg. Michał Polech, komendant WOS Lotniczej w Dęblinie – płk dypl. pil. Mirosław Hermaszewski oraz gość honorowy – konstruktor „Iskry”, prof. dr inż. Tadeusz Sołtyk[6].

27 września
- na polskim cmentarzu wojskowym w Lommel odbyła się uroczystość uczczenia pamięci żołnierzy 1 Dywizji Pancernej gen. Stanisława Maczka, poległych jesienią 1944 w walkach o wyzwolenie Belgii. W uroczystości uczestniczył przewodniczący Rady Ochrony Pomników Walki i Męczeństwa gen. dyw. pil. Roman Paszkowski oraz ambasador PRL w Belgii S. Matosek[6].

## Październik
9 października
- z okazji Dnia Wojska Polskiego oraz Dnia Milicji Obywatelskiej i Służby Bezpieczeństwa odbyła się w Belwederze uroczystość wręczenia nominacji generalskich. Akty nominacyjne wręczał I sekretarz KC PZPR, przewodniczący Rady Państwa, zwierzchnik Sił Zbrojnych PRL – gen. armii Wojciech Jaruzelski[7].

otrzymali je: na stopień wiceadmirała – Ludwik Dutkowski, na stopień generała dywizji – Kazimierz Makarewicz, Jan Wojtala i Stanisław Żak; na stopień generała brygady – Leonard Boguszewski, Edmund Buła, Marian Daniluk, Roman Dysarz, Józef Muszyński, Edward Redwanz, Kazimierz Tomaszewski i Tadeusz Wilecki:, na stopień generała brygady MO – Kazimierz Dudek, J. Kozdra i J. Sereda.
11 października
- 5 batalion remontowy z Gubina otrzymał sztandar[8]

14 października-15 października
- na Opolszczyźnie odbyło się ćwiczenie obrony cywilnej pod kryptonimem „Agroochrona 87” z udziałem obserwatorów zagranicznych – delegacji państw socjalistycznych. Ćwiczeniem kierował szef Obrony Cywilnej Kraju – gen. broni Tadeusz Tuczapski. Przewodniczących delegacji zagranicznych przyjął minister obrony narodowej – gen. armii Florian Siwicki[7].

19 października
- rozpoczęło się posiedzenia szefów sztabów generalnych (głównego) armii Układu Warszawskiego w Sztabie Głównym Narodowej Armii Ludowej NRD[1]
- z udziałem ministra obrony narodowej – gen. armii Floriana Siwickiego we Wrocławiu odbyło się posiedzenie Rady Wojskowej Śląskiego Okręgu Wojskowego. W czasie posiedzenia gen. bryg. Jan Kuriata przekazał dowodzenie Śląskim Okręgiem Wojskowym gen. bryg. Henrykowi Szumskiemu[7].

28 października
- odbyło się posiedzenie Rady Wojskowej Warszawskiego Okręgu Wojskowego z udziałem ministra obrony narodowej – gen. armii Floriana Siwickiego. W czasie posiedzenia nastąpiło przekazanie przez gen. broni Jerzego Skalskiego obowiązków dowódcy Warszawskiego Okręgu Wojskowego gen. dyw. Janowi Kuriacie[7].

## Listopad
4 listopada
- z okazji 70 rocznicy Rewolucji Październikowej odbyły się liczne imprezy kulturalne i oświatowe. W Legnicy odsłonięto pomnik marszałka ZSRR i Polski K. Rokossowskiego. W uroczystości wzięli udział: członek BP KC PZPR, minister spraw zagranicznych, Marian Orzechowski, wiceprzewodniczący CKKR PZPR J. Wilk oraz szef Głównego Zarządu Szkolenia Bojowego, gen. broni Wojciech Barański. Obecna była delegacja radziecka z członkiem KC KPZR, Bohaterem Związku Radzieckiego marsz. Nikołajem Ogarkowem[7].
- w Wojskowej Akademii Politycznej odbyła się konferencja naukowa nt. „Wielka Socjalistyczna Rewolucja Październikowa – historia i współczesność”. Referat Nieprzemijające wartości Wielkiej Socjalistycznej Rewolucji Październikowej przedstawił komendant Wojskowego Instytutu Historycznego – płk prof. dr hab. Kazimierz Sobczak. Zasadę pokojowego współżycia -państw i narodów w polityce Związku Radzieckiego, zapoczątkowanej ogłoszeniem „Dekretu o pokoju”, przedstawił płk prof. dr hab. Marian Leczyk. Głos zabrał także gen. por. M. Kulików[7].

5 listopada
- w szczecińskim Zamku Książąt Pomorskich odbyło się sympozjum na temat „NATO – źródłem zagrożenia wojennego”. Organizatorem sympozjum były: Wojskowy Instytut Historyczny oraz Instytut Wojskowo-Historyczny Narodowej Armii Ludowej NRD. Strona polska przedstawiła tematy: „NATO – głównym instrumentem hegemonistycznej polityki Stanów Zjednoczonych w świecie”, „Stanowisko Paktu Północnoatlantyckiego wobec pokojowych inicjatyw państw socjalistycznych”, „Reakcja na Plan Jaruzelskiego”, „Kierunki wyścigu zbrojeń forsowanego przez Stany Zjednoczone i ich sojuszników”, „Zaangażowanie państw NATO w wojnach lokalnych po wojnie światowej” oraz „Przyczyna istoty rozbieżności pomiędzy Stanami Zjednoczonymi a ich europejskimi sojusznikami”. Przedstawiciele z IWH NRD przedstawili: „Charakter doktryny wojennej USA i NATO”, „Rola RFN oraz Bundeswehry w NATO” i ocenę nowej burżuazyjnej literatury, szczególnie RFN-owskiej, dotyczącej historii i polityki wojskowej NATO[7].

6 listopada
- z udziałem ministra obrony narodowej – gen. armii Floriana Siwickiego, odbyło się poszerzone posiedzenie kolegium instytucji podległych głównemu inspektorowi obrony terytorialnej. Gen. broni Tadeusz Tuczapski przekazał obowiązki głównego inspektora obrony terytorialnej, sekretarza Komitetu Obrony Kraju i szefa Obrony Cywilnej Kraju gen. broni J. Skalskiemu[7].
- do Gdyni powrócił z Tallinna zespół okrętów Marynarki Wojennej: ORP Wodnik, ORP Grunwald i ORP Głogów. Dowódcą rejsu przyjaźni był dowódca Marynarki Wojennej kontradm. Piotr Kołodziejczyk[7].

24 listopada – 26 listopada
- w Bukareszcie odbyło się posiedzenie Komitetu Ministrów Obrony Państw-Stron Układu Warszawskiego. Obradom przewodniczył minister obrony narodowej Socjalistycznej Republiki Rumunii. Komitet rozpatrzył zagadnienia szkolenia wojsk. Wytyczył kierunki jego dalszego doskonalenia z uwzględnieniem doktryny wojennej Układu Warszawskiego, narodowych doktryn wojennych, a także dokumentu końcowego konferencji sztokholmskiej. W czasie posiedzenia wyrażono poparcie dla osiągniętych porozumień pomiędzy ZSRR i USA w sprawie rakiet średniego i krótkiego zasięgu. Szefów delegacji przyjął sekretarz generalny RPK, prezydent Rumunii – Nicolae Ceaușescu[1][7].

28 listopada
- w Akademii Sztabu Generalnego odbyła się konferencja naukowa na temat obronnego charakteru narodowej i koalicyjnej doktryny wojennej. W konferencji uczestniczyli generałowie i wyżsi oficerowie reprezentujący IC Ministerstwa Obrony Narodowej, dowództwa Okręgów Wojskowych, RSZ, wojsk i służb, związków taktycznych, a także przedstawiciele wyższego szkolnictwa wojskowego i placówek naukowo-badawczych WP. Wprowadzenie do dyskusji wygłosił komendant Akademii Sztabu Generalnego – gen. dyw. prof. dr hab. Władysław Mróz. Główny referat wygłosił płk prof. dr Kazimierz Nóżko, a koreferat – płk prof. dr Emil Jadziak[7].

## Grudzień
10 grudnia
- w Belwederze grupa 61 naukowców otrzymała tytuły naukowe profesora zwyczajnego i nadzwyczajnego. Wśród nowo mianowanych byli m.in.: płk A. Kulig z Wojskowej Akademii Medycznej – profesor zwyczajny nauk medycznych, oraz profesorowie nadzwyczajni: płk Z. Witkiewicz z Wojskowej Akademii Technicznej, płk A. Amaljańczyk z Wojskowej Akademii Technicznej, płk Z. Cygan z WAP, płk T. Doboszyński z Wojskowej Akademii Medycznej[7].

12 grudnia
- wręczano nagrody zwycięzcom konkursu na „Najlepszego Racjonalizatora i Nowatora Wojska Polskiego w roku 1986”. Pierwsze miejsce zdobył chor. A. Kurdziel ze Śląskiego Okręgu Wojskowego. Nagrody i wyróżnienia wręczał główny inspektor techniki WP – gen. broni Zbigniew Nowak. Przewodniczący Rady Młodzieżowej WP – kpt. Z. Ciereszko wręczył wszystkim laureatom odznaczenia im. Janka Krasickiego[7].
- do kraju powrócili żołnierze XXVIII zmiany Polskiego Kontyngentu Wojskowego w Doraźnych Siłach Zbrojnych ONZ na Bliskim Wschodzie pod dowództwem ppłk. Andrzeja Kobielskiego.

15 grudnia
- w Stołecznym Klubie Garnizonowym rozstrzygnięty został konkurs na piosenkę żołnierską Festiwalu Piosenki Żołnierskiej „Kołobrzeg 87”. Jury konkursu pod przewodnictwem płk. mgr. W. Czuby przyznało nagrodę piosence pod tytułem „Jeden mamy świat” (słowa – A. Jastrzębiec-Kozłowski, muzyka – K. Norski); dwie równorzędne II nagrody piosenkom: „Ballada polska” (słowa – P. Łosowski, muzyka – R. Gleinert) oraz „Niepodległa, Niepokorna” (słowa – J. Szczepkowski, muzyka – E. Szaniewska)[7].

29 grudnia
- z wizytą w Polsce przebywała delegacja Narodowej Armii Ludowej NRD: zastępca ministra obrony – gen. płk Fritz Streletz, oraz szef Głównego Zarządu Politycznego – gen. płk Horst Brünner. Wymieniono informacje o doświadczeniach i aktualnych problemach dotyczących procesu szkolenia, wychowania i pracy partyjno-politycznej oraz omówiono zadania, jakie w tym zakresie realizowane będą w przyszłym roku w obu armiach, podpisano plany współpracy i współdziałania na 1988 rok[7].

29 grudnia-31 grudnia
- członkowie kierownictwa Ministerstwa Obrony Narodowej oraz Okręgów Wojskowych i RSZ przebywali w jednostkach wojskowych stacjonujących na terenie całego kraju. Podczas wizyt dziękowali żołnierzom za ich codzienny trud i dobre wykonywanie swych obowiązków, a także złożyli serdeczne życzenia dalszych sukcesów w służbie i szkoleniu oraz wszelkiej pomyślności w życiu osobistym w nowym 1988 roku[7].